# Cytopénie par mutation du gène GATA1
La cytopénie par mutation du gène GATA1 se manifeste par une anémie et/ou thrombocytopénie associée à des anomalies de la fonction plaquettaire, une thalassémie mineure, une neutropénie.
L'anémie peut être discrète ou entraîner durant la vie fœtale un hydrops. La thrombocytopénie est responsable de saignement lors du brossage des dents ou d'une épistaxis. L'importance de l'anémie peut nécessiter des transfusions sanguines tout le long de la vie. Cependant les manifestations cliniques tendent à s'améliorer avec l'âge. Les femmes porteuses du gène ont des manifestations hémorragiques génitales.
La biologie retrouve une trombopénie avec augmentation de la taille des plaquettes et une anémie normochrome.
Le diagnostic de la maladie nécessite d'éliminer les autres causes de thrombocytopènie congénitale et principalement le syndrome de Wiskott-Aldrich en raison de son mode de transmission.
Le séquençage du gène responsable permet de retrouver les mutations pathologiques. Il ne se fait que pour la recherche.

### Sources
- (en) Melissa A Kacena, Jessica Kirk, Stella T Chou, Mitchell J Weiss, Wendy H Raskind, GATA1-Related X-Linked Cytopenia in GeneTests: Medical Genetics Information Resource (database online). Copyright, University of Washington, Seattle. 1993-2006